# 1576

## Esdeveniments
- 25 de juny: Saqueig de la ciutat d'Aalst per l'Exèrcit de Flandes
- 29 de juliol: Els espanyols conduïts per Cristóbal de Mondragón reconquereixen la ciutat de Zierikzee
- 4 de novembre: Fúria espanyola o saqueig d'Anvers per tropes espanyoles amotinades

## Naixements
- Joan Pere Fontanella a Olot.

## Necrològiques

#### Països Catalans
- 7 de novembre, Vallbona de les Monges: Estefania de Piquer, abadessa del monestir de Santa Maria de Vallbona, que regulà la constitució del poble de Vallbona.[1]
- Miquel d'Oms i de Sentmenat, 59è President de la Generalitat de Catalunya.

#### Resta del món
- 5 de març, Brussel·les: Lluís de Requesens i Zúñiga, governador dels Països Baixos espanyols
- 2 de maig: Bartolomé Carranza, bisbe espanyol.
- 23 de juny, Londres: Levina Teerlinc, miniaturista angloflamenca, pintora de cambra en la cort anglesa.[2]
- 15 d'agostː Valentin Bakfark (Valentinus Greff Bakfark, Bálint Bakfark, intèrpret de llaüt, compositor i musicòleg etnoalemany del Renaixement.[3]